# Polissoir du Bois de Lavau
Le polissoir du Bois de Lavau, appelé aussi polissoir de Lavau ou polissoir de Maison-Rouge, est un polissoir situé à Aufferville, dans le département de Seine-et-Marne en France.

## Description
Le polissoir est constitué d'une dalle de grès, de forme triangulaire, mesurant 1,80 m sur 1,70 m et haute de 0,25 m à 0,50 m. Il comporte douze rainures, dont huit avec une arête de fond visible, deux cuvettes de polissage et deux surfaces polies. La pierre est en partie endommagée par des traces de martelage sur les rainures et de débitage sur le côté sud.